# Hanna Wigh
Hanna Elin Erica Wigh Mazeitaviciené (folkbokförd Wig; tidigare Fallås), född 15 oktober 1986 i Borgunda församling i Skaraborgs län, är en svensk politiker (partilös sedan 2017, tidigare sverigedemokrat), som var ordinarie riksdagsledamot 2014–2018, invald för Sverigedemokraterna för Norrbottens läns valkrets.

## Biografi
Wigh är bosatt i Göteve i Falköpings kommun.

### Lokalpolitiker
Wigh har varit gruppledare för Sverigedemokraterna i kommunfullmäktige, ledamot av regionfullmäktige, ledamot i moderpartiets partistyrelse och var distriktsordförande i SD Skaraborg under åren 2011–2015.
Inom kommunalpolitiken utmärkte sig Wigh när hon under ett sammanträde den 28 februari 2011 avslöjade att det i de kommunala skolorna i Falköpings kommun hade serverats halalslaktat kött. Detta hade skett trots att kommunen ett halvår tidigare hade meddelat offentligt att inget rituellt slaktat kött fanns på menyn och att kommunen verkade för småskalig lokal produktion genom sitt arbete inom Cittaslow. Trots det visade det sig att kommunen serverade halalslaktat lammkött från Nya Zeeland.
Wigh lämnade Sverigedemokraterna hösten 2017 men satt kvar som ledamot i kommunfullmäktige i Falköpings kommun som politisk vilde fram till valet 2018.

### Riksdagsledamot
Inför valet 2014 kandiderade hon på plats 14 på Sverigedemokraternas riksdagslista och blev invald till riksdagen.
Under sin riksdagsperiod 2014–2018 var Wigh suppleant i socialförsäkringsutskottet. Under perioden från 7 oktober 2014 till 24 april 2015 var hon dessutom ordinarie ledamot av socialutskottet, men hon fick lämna utskottet eftersom Mattias Karlsson ansåg att hon var utarbetad och inte kunde genomföra sitt uppdrag.
Den 25 september 2017 valde Wigh att lämna Sverigedemokraterna, efter att hon gått ut med uppgifter hur hon utsatts för sexuella övergrepp av en "högt uppsatt riksdagskollega". Enligt Wigh skedde det som bestraffning efter att hon larmat om ekonomiska oegentligheter i partiet. En anmälan om sexualbrott gjordes men lades senare ned. Hon behöll riksdagsplatsen som politisk vilde fram till valet 2018.

### Kontroverser
Den 12 september 2015 utsattes Hanna Wigh, partikollegan Maddelen Larsson och Sverigedemokraternas lokal i Falköping för en serie attentat, där stenar kastades genom fönsterrutor och väggar klottrades ner. Händelsen utreddes av säkerhetspolisen, men ingen greps. En liknande händelse inträffade i oktober 2017, där en man senare kunde gripas och dömas för skadegörelse.
I mars 2016 polisanmälde Wigh partikollegan Anders Forsberg efter det att partikollegan Maddelen Larsson upptäckt att han under åren 2013–2015 förskingrat 1,14 miljoner kronor ur partikassan. Forsberg hade under tre år, när han var kassör för SD Skaraborg, skickat bluffakturor till Sverigedemokraterna från sitt företag Höryda gård. Forsberg erkände omständigheterna men ansåg inte att det var förskingring, utan trolöshet mot huvudman, eftersom han återbetalat beloppet. Både tingsrätten och hovrätten ansåg att Anders Forsberg gjort sig skyldig till grov förskingring och han dömdes i båda instanser till ett års fängelse. Strax före dom avsade sig Forsberg alla politiska uppdrag. Straffvärdet för grov förskingring ansåg rätten vara 1,5 års fängelse, men mildrade domen för att han förlorat sin riksdagsplats.
Orsaken till att Wigh gjorde polisanmälan är, enligt henne, att partiet vägrat göra polisanmälan. I samband med rättsprocessen utsattes Wigh för glåpord och trakasserier från det egna partiet vilket ledde till att hon till slut lämnade partiet för att bli politisk vilde.